# 瓦西里·皮斯卡廖夫
瓦西里·伊万诺维奇·皮斯卡廖夫（羅馬化：Vasiliy Ivanovich Piskaryov；1963年11月8日—）是俄罗斯联邦第七届国家杜马统一俄罗斯党代表。他是安全和反腐败委员会的主席。
2022年2月28日，俄乌战争期间，皮斯卡廖夫在其委员会中提出了一项法案，将传播有关战争的“假新闻”或信息定为犯罪，最高可判处15年监禁。确定该信息是否“虚假”的工作由俄罗斯政府负责。该法案被广泛批评为压制该国独立新闻业的策略。该法案在杜马获得通过，并于3月4日由俄罗斯总统弗拉基米尔·普京签署成为法律，促使俄罗斯国内外数十家新闻机构停止发布有关战争的新闻。

## 制裁
皮斯卡廖夫于2022年因俄乌战争而受到英国政府制裁。